# David Hirst
Pour les articles homonymes, voir Hirst.
David Hirst, né le 7 décembre 1967 à Barnsley (Angleterre), est un footballeur anglais, qui évoluait au poste d'attaquant à Sheffield Wednesday et en équipe d'Angleterre.
Hirst a marqué un but lors de ses trois sélections avec l'équipe d'Angleterre entre 1991 et 1992.
Son fils, George Hirst, est aussi footballeur.

## Carrière
- 1985-1986 : Barnsley FC
- 1986-1997 : Sheffield Wednesday
- 1997-1999 : Southampton FC  [1]

## Palmarès

### En équipe nationale
- 3 sélections et 1 but avec l'équipe d'Angleterre entre 1991 et 1992.

### Avec Sheffield Wednesday
- Vainqueur de la Coupe de la ligue anglaise de football en 1991.
- Finaliste de la Coupe de la ligue anglaise de football en 1993.
- Finaliste de la Coupe d'Angleterre de football en 1993.